# 圣特赖登
圣特赖登（荷蘭語發音：[sɪnˈtrœy̯də(n)] ⓘ，法語發音：[sɛ̃ tʁɔ̃]）是比利时弗拉芒大區林堡省哈瑟爾特區的一座城市，西与弗拉芒布拉班特省接壤，通行荷蘭語，是弗拉芒社群的一部分，面积106.90平方千米，人口40,672人（2020年1月1日）。

## 友好城市
- 法國 迪拉斯